# 持久自由军事行动

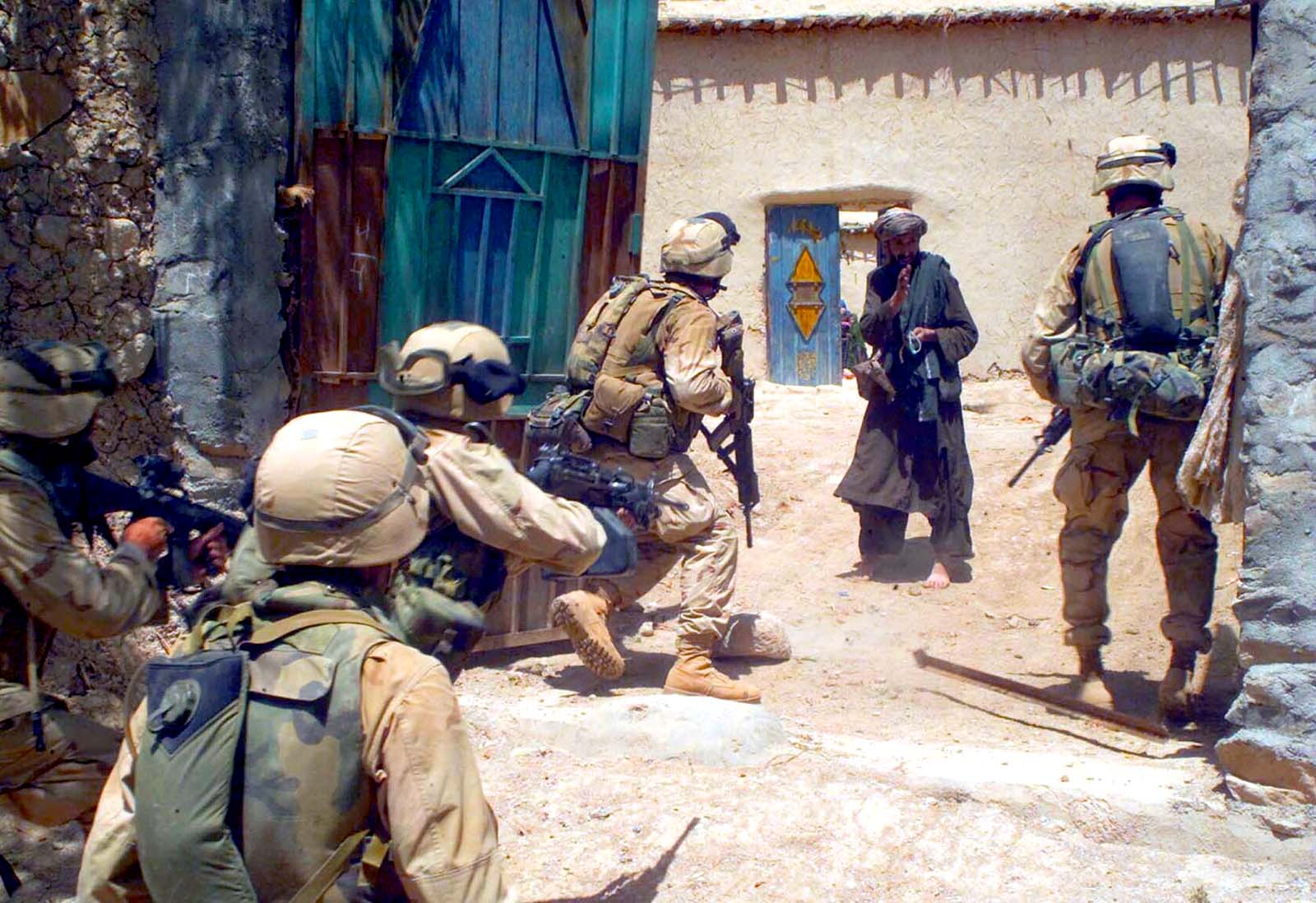
在持久自由军事行动中的美國海軍陸戰隊

持久自由军事行动（英語：Operation Enduring Freedom）是美国及其盟國所組成的聯軍，自2001年起開始執行、一連串針對蓋達組織和对該組織进行庇护的阿富汗塔利班政权所采取之军事行动的總稱，也是俗稱反恐戰爭、因為九一一事件而引起的軍事衝突之一部分。

## 行动起因
2001年9月11日星期二美国东部时间大约8点45分一架民航客机撞入纽约世贸中心北楼。在第一时间里事件的严重程度，人员伤亡，和撞击的原因都不为人知。当日9点过后不久，第二架飞机撞入了世贸中心的南楼。
大约10点左右，又有一架飞机撞入了位于华盛顿特区的美国国防部所在地五角大楼，第四架民航客机则坠毁在距匹兹堡东南80英里的萨默塞特县。10点后不久，世贸中心南楼倒塌，半个小时后，北楼也塌陷。晚上17点30分左右，世贸中心7号楼也倒塌。9月12日星期三世贸中心旁边的又一幢大楼崩倒。在911事件后美国开始了全球反恐的军事行动。美国冻结了恐怖分子在美国的资产和获得资金的网络，和许多以前冲突的不同之處，此次的反恐战争在国内和国际两条战线上同时展开。美军很快在恐怖袭击后在西南亚和阿富汗邻国展开军事部署合围阿富汗。
针对911恐怖袭击的军事反擊行动代号为“持久自由”，但此行動在刚开始規劃时原稱“无限正义”行动（英語：Operation Infinite Justice）。只是考量到穆斯林认为只有真主阿拉才能赋予无限的正义，此名字有可能讓佔阿富汗大部分人口的穆斯林产生反感，美方因而決定改用較為無爭議的「持久自由」作為行動代號。

## 军事行动的目的
“持久自由”军事行动于2001年10月7日正式展开。起初的军事打击是一系列的战斗组合，既有由空军基地起飞的B-1，B-2和B-52同溫層堡壘轟炸機进行的战略轰炸，由航空母舰上起飞的F-14雄猫式战斗机和F/A-18黃蜂式戰鬥攻擊機进行的战术空袭，又包括由美国和英国军舰及潜艇发射的战斧巡航导弹所进行的远程突袭。开始时的军事目标，正如美国总统小布什在9月20日的国会演说中和10月7日对全国的演说中提到的，包括恐怖分子训练营和阿富汗境内的基础设施，抓捕阿尔卡伊达的首领和停止阿富汗境内的恐怖活动。
美国国防部长唐纳德·拉姆斯菲尔德在10月7日的战事简报中提到美国的目的是要让阿富汗的塔利班政权清楚的明白容忍恐怖分子是不被接受的，美国的目的是为了得到有关阿尔卡伊达和塔利班的情报，为了同反塔利班组织建立联系，为了防止阿富汗成为恐怖分子的避风港，为了摧毁塔利班的军事力量从而保证反塔利班组织在残酷的斗争中存活下来。最后，军事力量可以帮助向阿富汗人民提供人道主义援助。
在此次的军事行动中英国在10月16日发表的“女王陛下政府战斗目的”中同样确定了其军事目的。军事行动的短期目的是抓捕奥萨马·本·拉登及其他阿尔卡伊达首领，防止阿尔卡伊达进行其他的恐怖攻击，结束阿富汗成为庇护恐怖分子避风港，摧毁恐怖分子的训练营和基础设施，解除毛拉·奥马尔和他的塔利班政权。长期的军事目的是结束恐怖主义，阻止个别国家对恐怖主义的支持和使阿富汗重归国际社会。

## 军事行动的策划和实施

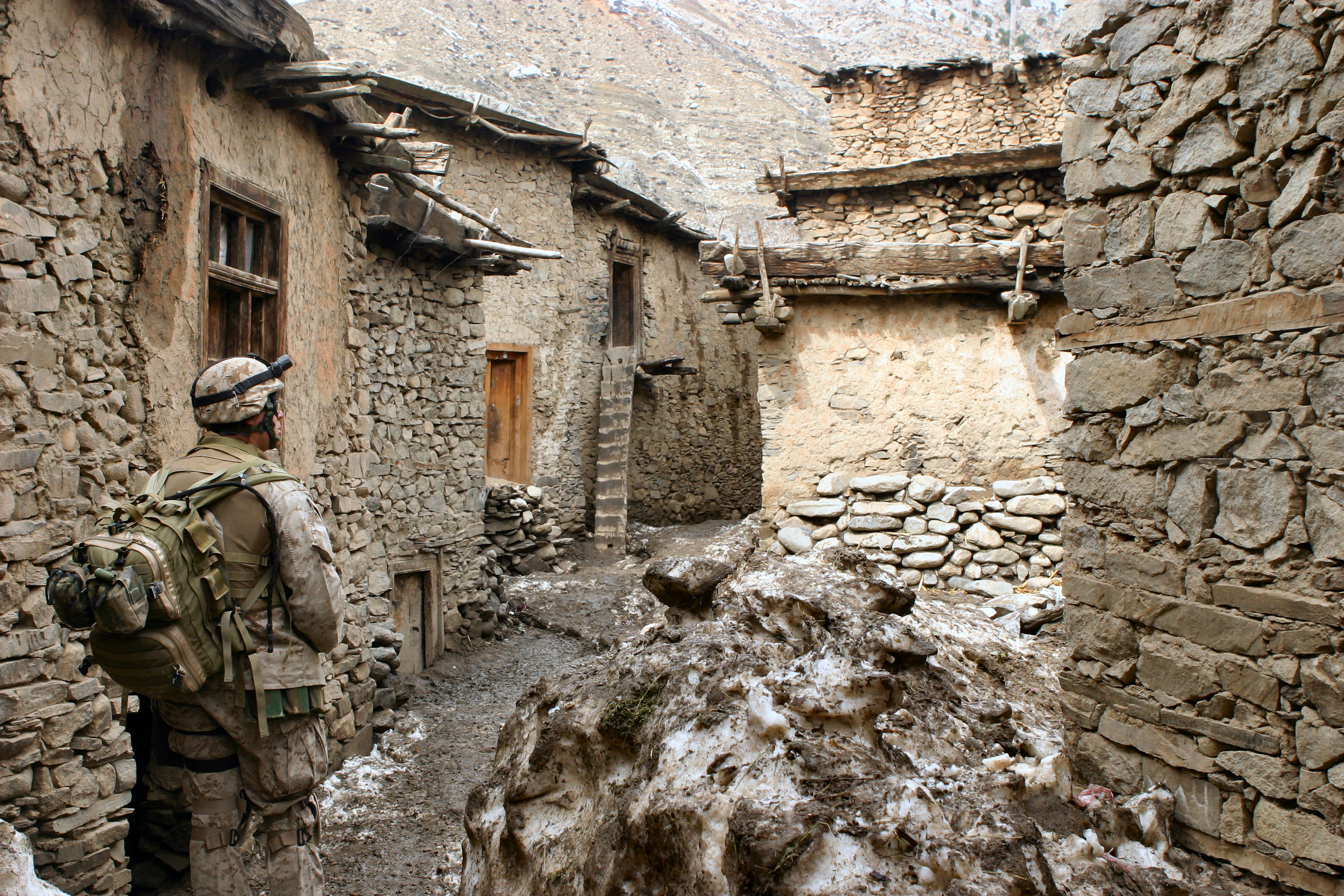
美國海軍陸戰隊第3團第3營士兵掃蕩村莊

在911事件发生时，汤米·法兰克斯将军正在巴基斯坦同巴基斯坦总统穆沙拉夫讨论一系列有关安全合作和反恐的事宜。911事件使得他不得不立即提前返回佛罗里达的坦帕，在那里他的手下已经开始同国防部和其他政府部门考虑军事指挥和控制的可能性了。
在9月12日国防部长的指示下，美军开始准备针对反恐可能的军事选择了。对于美军中央司令部来说，这个指示在策划在阿富汗的军事行动中起到了非常重要的角色。法兰克斯将军在9月21日对总统的汇报中提到的这种战略思想是美国中央司令部，作为美国全球反恐战略中的一部分，应当彻底摧毁在阿富汗的阿尔卡伊达恐怖组织及收留并保护他们的塔利班政权。在计划当中不仅包括对敌人的评估，还包括了在阿富汗所发生的所有军事行动的历史和在本地区的政治军事状况。在分析完整个任务之后，法兰克斯将军提出了军事行动的建议，并在10月1日得到了国防部长的同意。10月2日法兰克斯将军向总统小布什汇报了他的建议，总统指示他美军的军事打击应当在10月7日务必开始，即在纽约和五角大楼受到恐怖袭击后的26天后。
军事行动可以使用美国全国的力量，可以得到国际社会的大力支持。到2002年联军已经扩大到68个国家，其中27个国家向美国中央司令部派驻了代表。
不仅国际上得到了联军的合作和支持，而且在国内几乎所有的美国政府部门和机构都参与进来，美国中央司令部同时在不同的战线上展开了多种军事打击。此行动一开始就确定了它的目的，那就是抓住战机扩大战果，在总结了以前在阿富汗军事行动的教训，美军避免了入侵而选择了合作。这个战略的一个重要的因素是就是在开放和使用军事基地，发动军事攻击和允许美军战斗机飞越领空之间的协调。这种政治和军事上的协调是进行和维持持久战斗所必需的条件。
在各条战线上所进行的军事行动最大特点是对阿尔卡伊达和塔利班的领导权进行直接打击和对阿富汗人民提供人道主义的援助。还有一条战线集中在对塔利班武装的摧毁上，运用非传统的战争手段加强各个反塔利班组织的力量，因为他们的利益同美国是一致的。军事行动的火力主要是由先期潜入敌方的特种行动部队所指引，这也被证明是非常别出心裁和成功的。此外，美军中央司令部部署的特种行动部队还在侦察和直接行动中扮演了重要的角色，如果需要，他们还可以向联军提供常规火力支援。
美军在各种战线上同时进行的而非先后进行的军事行动所取得的成功被认为是一个奇迹。10月7日前，塔利班还控制着阿富汗80%的领土，反塔利班武装还在进行着艰苦的斗争，阿尔卡伊达的恐怖份子们还自由逍遥地在训练营里和全阿富汗活动。阿富汗在当时完全是一个庇护恐怖分子的国家。

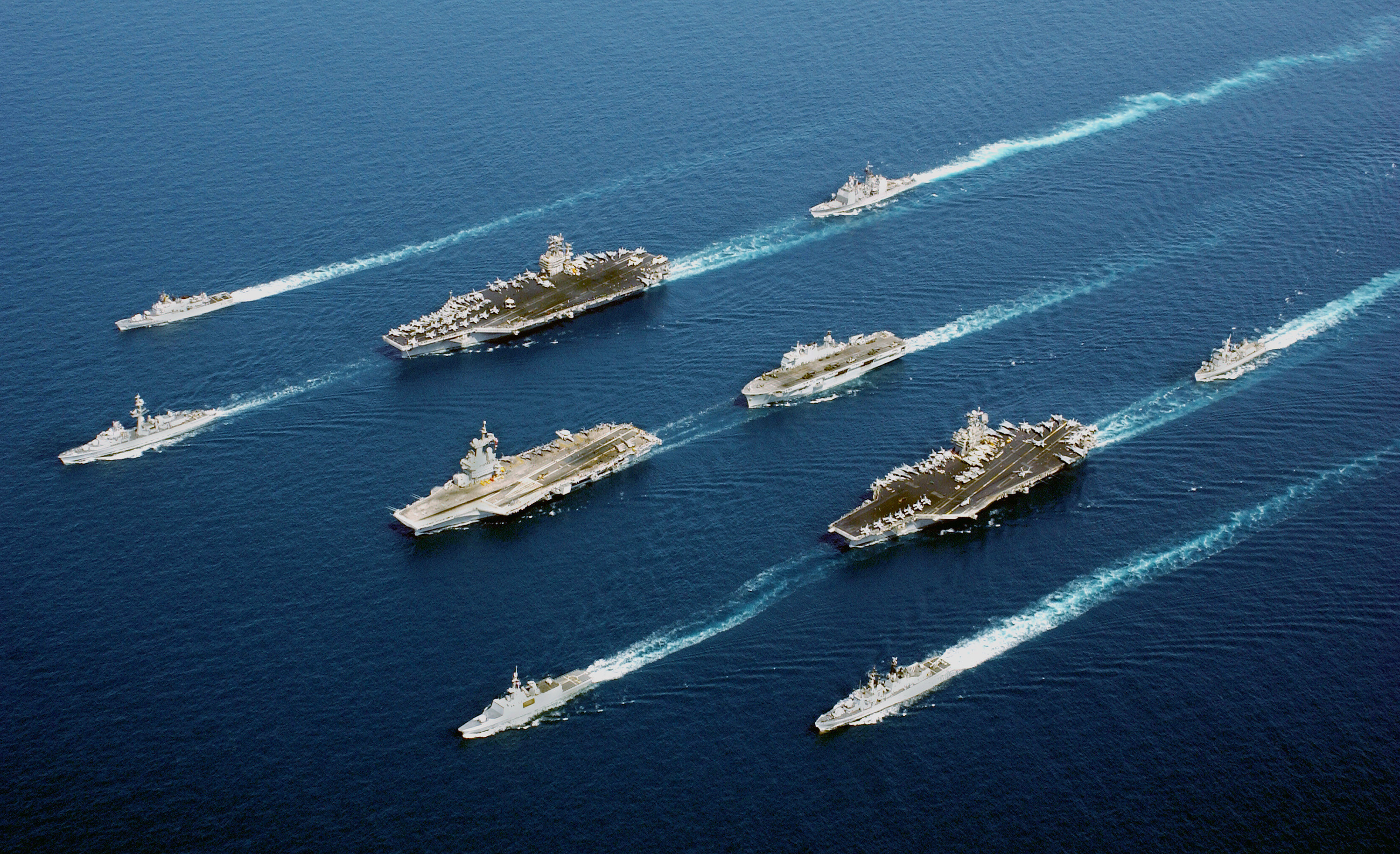
美軍及聯軍的海軍艦隊正進行持久自由行動，圖中包括美國航空母艦史坦尼斯號、甘迺迪號、法國航空母艦戴高樂號、英國兩棲突擊艦海洋號

到2001年10月21日，美国及其联军事实上已经摧毁了塔利班政权的所有空中力量并对塔利班首领穆拉·奥马尔在首都坎大哈的住所进行了直接打击。在这段时间了，美军特种行动先遣部队同反塔利班武装的首领取得了联系，协调了行动火力和在各条战线上的后勤支援。20天后马扎尔·沙里夫陷落，很快黑拉特，喀布尔和贾拉拉巴德也相继陷落。到12月中旬美国海军陆战队已经控制了坎大哈机场，塔利班的首都已经到了反塔利班武装的手里。在几个星期里塔利班和阿尔卡伊达已经被驱赶到被隔离的山区里。10月22日法兰克斯将军访问了喀布尔并参加了阿富汗临时政府宣誓就职的仪式，即在战斗开始的78天后。
到2002年的3月中旬，塔利班已经失去了对阿富汗的统治，阿尔卡伊达在阿富汗建立的恐怖网络已经被完全摧毁。美军继续审问塔利班的俘虏并挖掘对一些敏感地区的情报价值，以防止将来的恐怖袭击并深入的了解他的对手阿尔卡伊达，包括它的计划，人员，组织结构和目标。美军彻底清查了每个地点以确保没有研究和生产生化武器和核武器的存在。联军继续进行清缴塔利班武装和阿尔卡伊达恐怖组织的残余力量和幸存的领导人。

## 军事行动的成果
在911恐怖袭击后的126天里，美军和联军在军事上取得了一些戰果，以下是几个例子：
1. 所有美军阵地和其他的部队都是通过空中补给的，这是美军运输司令部所取得显著成果。
2. 除了两个航母战斗群在当地进行火力支援和作为后备力量外，美国海军还从太平洋舰队派遣了“小鹰号”航空母舰战线的侧翼为美军特种部队建立了水上漂浮的基地。
3. 关于军火方面，美国海军，海军陆战队和美国空军共向前线投放了18,000个单位的炸弹，其中10,000个单位为精确制导炸弹。
4. 在“沙漠风暴”的行动中，美军平均大约用10架战机对付一个军事目标，在“持久自由”的行动中，美军平均一架战机对付两个军事目标。
5. 美军飞行员的战斗飞行小时是美军建军以来最长的，平均每天15个小时。
6. 美军在“持久自由”的行动中广泛地使用了无人驾驶飞行器，对敏感的地区，军事设施和部队集结点进行24小时的侦察。
7. 美军进行的心理战部队在阿富汗共投放了5,000万本宣传册，运输部队向阿富汗人民提供了2千5百万次[來源請求]人道主义的援助，其中有1,700吨小麦，328,200个毛毯。向阿富汗人民提供了5,000多个收音机，这使得他们在塔利班统治下6年多以来首次听到了美军广播部队播放的音乐。
8. 美军在快速反应能力方面也取得了很大进步。通过提高技术使得战斧式巡航导弹的目标周期从“联合力量”军事行动中的101分钟降到了“永續自由”行动中的19分钟，此次军事行动中有一半以上的战斧巡航导弹是由潜水艇发射的。

## 此次行动中的总结
到2002年3月中旬，美军中央司令部开始对“持久自由”军事行动中的教训进行先期总结。因为战事没有完全结束，最后的总结还有点为期过早，不过美军中央司令部也确实总结了一些教训：
1. 联合国防部，中央情报局和联邦政府各部门的资源和力量所产生的效果超过了任何一个单独的部门所能达到的效果。同样的采用了灵活的联合方式，使得美军能够更好的调节和分配每个国家的军事资源和力量。“是任务决定了联军，而不是联军决定了任务”。
2. 军事行动继续由在佛罗里达州坦帕的中央司令部指挥和控制。通过战场上的高科技中央司令部可以进行战场实时联络，协调空中力量，地面部队，海军和特种部队之间的行动。在美国中央司令部辖区内共有267个军事基地，分布在15个国家的30个地区，涵盖了46个国家。
3. 安全协作，外交和进行军事合作是美国同其他国家建立的关系在战时就变得非常珍贵。人道主义的空投，对联军和地区武装力量在经济上和安全上的协作，资深政府官员和国会议员及军方高级将领对本地区进行的访问，和美国对战后阿富汗重建工作的承诺使得美国同联军各国建立了重要的联系。这些在安全合作方面上的投资很快就得到了回报，当地的美国盟友在开放基地，发动军事攻击和允许美军战斗机飞越领空等方面提供了方便。
4. 精确制导炸弹的使用超过了其军事意义。由于它在摧毁敌方目标时的精确性使得美军大幅度减少了空军的出勤，并使潜在的损失降低到了史无前例的最低程度。从这个方面上来看使用精确制导炸弹达到了一个战略效果。
5. 正如以前所讲过的，在军事行动需要武力投入时，能否进行快速战略空中补给是成功的关键。当前的空中补给力量需要严格的管理和革新性的时间表，“持久自由”行动的经验正好证明美军方的要求，那就是美军必须扩大它的战时战略补给能力。
6. 对于各军种之间的联合行动训练和战备的重要性又一次被证实了。接受了良好训练的空中和地面部队将19世纪的美军机械化部队和21世纪的精确制导武器联合在一起成了美军重要的武装力量。
7. 战场胜利的关键在于指挥官能够不断地，无干扰地得到军事情报。当军事目标包括定位，确认，抓捕和消灭移动目标时，线人的情报就变得非常重要。需要有人在当地活动。同样的，在阿富汗领空飞行的无人驾驶飞行器也证明了自己的军事价值。
8. 情报信息对于“持久自由”军事行动的胜利之至关重要的。心理战，电子战和美军其他的特种作战能力都证明了自己的军事价值和潜力。继续发展这些军事能力是非常重要的。